# Приштина, Кадри
Кадри Приштина также известный, как Хаджи Кадри (алб. Kadri Prishtina; 10 мая 1878, Приштина — 21 января 1925, Шкодер) — албанский политический деятель начала 1920 — х годов.

## Биография
Карди родился в Приштине. Сначала он учился в своем родном городе. Он изучал право и образование в Стамбуле, сначала в частных педагогических школах «Дарюттрис», а затем в «Фатих». 4 февраля 1902 года он присоединился к движению младотурки. В 1904 году он был арестован османскими властями. Он провел четыре года в тюрьме, где он потерял ногу из-за гангрены. После его освобождения он был интернирован в Токат на северо-востоке Анатолии, где работал адвокатом. В 1905 году после младотурской революции его преследование закончилось, и он был отправлен в Самсун, чтобы окончить учебу. В 1911 году он стал профессором права и был назначен в 1913 году для работы в Банке Истамбула, после чего был выгнан из Турции.
Во время Первой мировой войне находился в Шкодере, на северо-западе албанского города. Он создал там организацию под названием «Komiteti i Fshehtë» с националистической программой.
Он был одним из основателей Комитета по вопросам национальной обороны Косово, и был официально его лидером. Приштина будет также отвечают за представление Комитета в совещаниях и ведении корреспонденции для внешних факторов. В конце Конгресса Лусни он был назначен министром юстиции албанского правительства. В 1921 году он был заместителем председателя парламента Албании. В декабре 1921 года он был вновь назначен министром юстиции во время правления правительства Хасана Приштины.
Несколько школ и улиц в Албании и Косово носят его имя.